# Napo brazosellus
Napo brazosellus är en insektsart som beskrevs av Rauno E. Linnavuori och Delong 1976. Napo brazosellus ingår i släktet Napo och familjen dvärgstritar. Inga underarter finns listade i Catalogue of Life.